# Speloeophorus
Speloeophorus is een geslacht van kreeftachtigen uit de klasse van de Malacostraca (hogere kreeftachtigen).

## Soorten
- Speloeophorus brasiliensis Melo & Torres, 1998
- Speloeophorus callapoides A. Milne-Edwards, 1865
- Speloeophorus digueti (Bouvier, 1898)
- Speloeophorus elevatus Rathbun, 1898
- Speloeophorus inflatus Telford, 1980
- Speloeophorus microspeos Telford, 1980
- Speloeophorus nodosus (Bell, 1855)
- Speloeophorus pontifer (Stimpson, 1871)
- Speloeophorus schmitti Glassell, 1935